# 柯莉·休姆
柯莉·休姆（英語：Keri Hulme，1947年3月9日—2021年12月27日）是一位紐西蘭作家。

## 生平
1947年出生於基督城，擁有毛利人、蘇格蘭和英國血統。柯莉·休姆於12歲開始寫詩，父親是英國第一代移民，母親是毛利人後代。她曾讀坎特伯雷大學，課餘期間擔任廚師和郵差。柯莉·休姆於25歲開始全職寫作，移居南島西岸奧卡里托（Okarito）。

## 荣誉
柯莉·休姆以《骨頭人》（The Bone People）獲得1985年布克獎。

## 作品
- 《沉默之間》（The Silences Between）
- 《骨頭人》（The Bone People）